# ديد أور ألايف (لعبة فيديو)
ديد أور ألايف (بالإنجليزية: DEAD OR ALIVE)‏ وتعني «حي أو ميت»، اختصارًا DOA، هي لعبة قتال من تيكمو والجزء الأول من سلسلة ديد أور ألايف. صدرت اللعبة على الأركيد وسيجا ساترن وبلاي ستيشن 1.

## معلومات عن اللعبة
صدر الجزء الأول في عام 1996م على أجهزة الأركيد، وكان قريب مع وقت فرتشوا فايتر 2، لكن الذي ميز DOA عن فرتشوا فايتر 2 إمكانية عمل الكاونتر أتاك، وأيضا، الـ(Danger Zones) التي تتسبب بعمل ضربة أقوى على الخصم عند سقوطه على الأرض خارج حلية القتال. وبعد عام من إصدارها على أجهزة الأركيد، قررت شركة تيكمو إصدار (DOA) على جهاز السيجا ساتورن مع تطوير وذلك بإضافة بعض الحركات الجديدة وملابس جديدة للشخصيات، لكن الجرافيك مازال مشابه للموجود في نسخة الأركيد بالخلفيات الثنائية الأبعاد وتصميم الشكال وأرضية الحلبات بشكل ثلاثي الأبعاد. وبعد نجاحها على أجهزة الأركيد وجهاز السيجا ساتورن، تم إصدارها على جهاز سوني الشهر الـ(PlayStation) وهذه المرة تم إضافة ثلاثة شخصيات جديدة في اللعبة وهم (Ayane) و(Bass) و(Raidou) (الزعيم الأخير أصبح قابل للعب) وتم وضع خلفيات ثلاثية الأبعاد بدلا من الخلفيات الثنائية الأبعاد التي كانت موجودة في نسختي السيجا ساتورن والأركيد، وملابس الشخصيات وصلت إلى 9 لكل شخصية. وبعد هذه النجاحات وإنقاذ الشركة من الإفلاس، تم إصدار نسخة جديدة من (DOA) لأجهزة الأركيد وهي مشابهة لنسخة البلاي ستيشن وتم سميتها (Dead or Alive++).

## القصة
أول لعبة من السلسلة تقدم الشخصيات وسبب دخولها للمسابقة. «كاسومي»، النينجا الهاربة من عشيرتها، دخلت المسابقة لتنتقم من عمها «رايدو» الذي سبب شلل لأخيها «هاياتي». في النهاية. قوانين النينجا الصارمة منعت «كاسومي» من العودة لقريتها، وأصبحت «كاسومي» هاربة ومطاردة. كاسومي فازت في مسابقة ديد أور ألايف الأولى.

## الشخصيات
الشخصيات القابلة للعب هي:
- كاسومي: هي نينجا هربت من عشيرتها، وانضمت إلى المسابقة من أجل الانتقام من «رايدو»، الذي آذى أخاها «هاياتي».
- زاك: هو دي جي يحب الاشياء الرائعة، انضم إلى المسابقة للشهرة وليفوز بالجائزة النقدية.
- ريو: هو نينجا من عشيرة «هايوباسا»، انضم إلى المسابقة ليحمي «كاسومي» وهي أخت صديقه «هاياتي».
- بايمان: باي مان هو قاتل مأجور، يتقن فن قتالي يدعى سامبو، شارك في المسابقة لأن (Victor Donovan) (و هو عضو من شركة DOATEC) استأجر «باي مان»، ليقوم بقتل (Fame Douglas) (وهو أيضا عضو من شركة DOATEC).
- ليفانغ: لي فانج هي طالبة في الكلية، تتقن فنون قتالية تدعى تاي تشي شوان، قبل أحداث اللعبة هاجمت عصابة «لي فانج» لكن ساعدها «جان لي»، «لي فانج» دخلت المسابقة لتباري «جان لي» وتثبت له جدارتها كمقاتله.
- جين فو: جين فو هو سيد لفنون القتالية تدعى «شن يي» ومالك مكتبة، دخل المسابقة ليفوز بالجائزة المالية، ليشتري علاج لحفيدته.
- تينا آرمسترونغ: تينا هي ابنة «باس» ومصارعة، كانت على وشك أن تترك المصارعة لكن أباها أقنعها أن تدخل المسابقة.
- جان لي: جان لي هو حارس ومقاتل يتقن فنون قتالية تدعى جيت كون دو، دخل المسابقة ليثبت أنه أقوى مقاتل في العالم.
- ريديو: ريديو هو نينجا ووالد «أياني» غير الشرعي وعم «كاسومي» و«هاياتي»، نفي من القرية والعشيرة، وهو الذي آذى «هاياتي» وسبب له الشلل. (الزعيم الأخير - شخصية يجب فتح قفلها)

شخصيات في نسخة بلاي ستيشن 1:
- آياني: أياني هي نينجا من عشيرة النينجا (وهي نفس العشيرة التي يسكن فيها «هاياتي» و «كاسومي»)، أياني تم إرسالها من سيدها «جينرا» لقتل «كاسومي»، لأنها «كاسومي» هربت من العشيرة. (شخصية يجب فتح قفلها)
- باس آرمسترونغ: باس هو بطل المصارعة ووالد «تينا»، دخل المسابقة ليوقف ابنته من أن تصبح ممثلة ويقنعها أن تبقى مصارعة.